# Talking Heads
Talking Heads — американський гурт нової хвилі, який утворився 1975 року в Нью-Йорку. До складу гурту входили Девід Бірн (вокал, гітара), Кріс Франц (ударні), Тіна Веймут (бас-гітара) та Джеррі Гаррісон (клавішні, гітара). Описані як «один з найбільш визнаних критиками гуртів 80-х», Talking Heads допомогли започаткувати музику нової хвилі, поєднавши елементи панку, артроку, фанку та етнічної музики з неспокійним, чітким іміджем.
Бірн, Франц і Веймут познайомилися на першому курсі Школи дизайну в Род-Айленді, де Бірн і Франц були учасниками гурту The Artistics.:24 Тріо переїхало до Нью-Йорка в 1975 році, взяло собі назву Talking Heads, приєдналося до нью-йоркської панк-сцени і запросило Гаррісона, щоб доповнити гурт. Їхній дебютний альбом Talking Heads: 77, вийшов у 1977 році і отримав позитивні відгуки. Вони співпрацювали з британським продюсером Браяном Іно над відомими альбомами More Songs About Buildings and Food (1978), Fear of Music (1979) та Remain in Light (1980), які поєднали в собі відчуття школи мистецтв з впливом таких виконавців, як Parliament-Funkadelic та Фела Куті. З початку 1980-х вони залучали до своїх записів та виступів інших музикантів, зокрема гітариста Адріана Белью, клавішника Берні Воррела, співачку Нону Гендрикс та басиста Басту Джонса.
Свого комерційного піку Talking Heads досягли у 1983 році з хітом «Burning Down the House» з альбому Speaking in Tongues, який потрапив до американського топ-10. У 1984 році вийшов концертний фільм Stop Making Sense, знятий режисером Джонатаном Деммі. Для цих виступів до них приєдналися Воррелл, гітарист Алекс Вейр, перкусіоніст Стів Скейлз і співачки Лінн Мабрі та Една Голт. 1985 року Talking Heads випустили свій альбом-бестселер Little Creatures. Вони створили саундтрек до фільму Бірна True Stories (1986) і випустили свій останній альбом Naked (1988), що став світовим хітом, перш ніж вони розпалися в 1991 році. Без Бірна інші учасники гурту виступали під назвою Shrunken Heads і випустили альбом No Talking, Just Head під назвою The Heads у 1996 році.
У 2002 році Talking Heads були включені до Зали слави рок-н-ролу. Чотири альбоми гурту увійшли до списку 500 найкращих альбомів усіх часів за версією журналу Rolling Stone у 2003 році, а три пісні («Psycho Killer», «Life During Wartime» та «Once in a Lifetime») були включені до списку 500 пісень, що сформували рок-н-рол Зали слави рок-н-ролу. Talking Heads також посіли 64 місце у списку «100 найвидатніших артистів усіх часів» за версією VH1. В оновленому списку «100 найвидатніших артистів усіх часів» за версією журналу Rolling Stone 2011 року вони посіли 100 місце.

## Історія

### 1973—1977: Ранній період
У 1973 році студенти Школи дизайну Род-Айленда Девід Бірн (гітара та вокал) і Кріс Франц (барабани) створили гурт Artistics.:28 Однокурсниця і подруга Франца, Тіна Веймут, часто підвозила їх. Наступного року Artistics розпався, і вони втрьох переїхали до Нью-Йорка, зрештою діливши спільний лофт. Після того, як вони не змогли знайти басиста, Веймут взяла на себе цю роль. Франц заохочував Веймут вчитися грати на бас-гітарі, слухаючи альбоми Сюзі Кватро. Бірн тричі запрошував Веймут на прослуховування, перш ніж вона приєдналася до гурту.

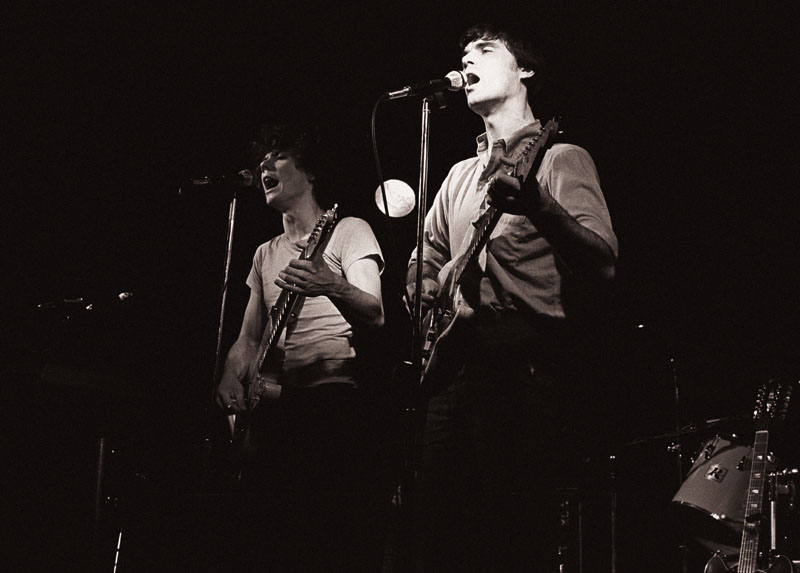
Джеррі Гаррісон та Девід Бірн, Міннеаполіс, 1977 рік

Свій перший концерт під назвою Talking Heads гурт відіграв на розігріві у Ramones у клубі CBGB 5 червня 1975 року. За словами Веймут, назва Talking Heads з'явилася в одному з випусків TV Guide, де «пояснювався термін, що використовувався телестудіями для опису кадру з головою і плечима людини, яка розмовляє, як 'весь контент, без дії'. Це підійшло». Пізніше того ж року гурт записав серію демозаписів для CBS, але не отримав контракту на запис. Проте, вони привернули увагу слухачів і підписали контракт з Sire Records у листопаді 1976 року. Вони випустили свій перший сингл у лютому наступного року, «Love → Building on Fire». У березні 1977 року до гурту приєднався Джеррі Гаррісон на клавішні, гітару та бек-вокал, колишній учасник гурту Джонатана Річмана The Modern Lovers.
Перший альбом гурту, Talking Heads: 77, отримав визнання і був випущений їхній перший сингл «Psycho Killer». Багато хто пов'язував цю пісню з серійним вбивцею, відомим як Син Сема, який тероризував Нью-Йорк місяцями раніше; однак Бірн сказав, що написав її за кілька років до того. Веймут і Франц одружилися в 1977 році.

### 1978—1980: Співпраця з Браяном Іно
Альбом More Songs About Buildings and Food (1978) став першою співпрацею Talking Heads з продюсером Браяном Іно, який раніше працював з Roxy Music, Девідом Бові, Джоном Кейлом і Робертом Фріппом; назва пісні Іно 1977 року «King's Lead Hat» є анаграмою назви гурту. Незвичайний стиль Іно поєднався з мистецькими уподобаннями гурту, і вони почали досліджувати все більш різноманітні музичні напрямки, від психоделічного фанку до африканської музики, під значним впливом Фели Куті та Parliament-Funkadelic. Цей запис також встановив зв'язок гурту зі студією Compass Point Studios у Нассау (Багамські Острови). До More Songs About Buildings and Food увійшов кавер на пісню Ела Гріна «Take Me to the River». Це привернуло увагу громадськості до Talking Heads і дало їм перший хіт у Billboard Top 30.

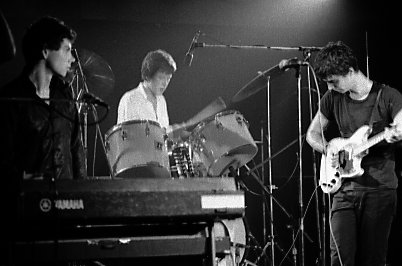
Гаррісон (ліворуч), Франц (посередині) і Бірн (праворуч) під час виступу з Talking Heads у 1978 році.

Співпраця продовжилася альбомом Fear of Music (1979), з більш темною стилістикою постпанк-року, змішаною з білою фанкаделією і підсвідомими посиланнями на геополітичну нестабільність кінця 1970-х. Журналіст Саймон Рейнольдс назвав Fear of Music найбільш плідною і продуктивною співпрацею Іно та гурту. Сингл «Life During Wartime» став крилатою фразою «This ain't no party, this ain't no disco» («Це не вечірка, це не дискотека»). Пісня відсилає до Mudd Club і CBGB, двох популярних нью-йоркських нічних клубів того часу.
Remain in Light (1980) був створений під сильним впливом афробіту нігерійського лідера Фели Куті, з музикою якого Іно познайомив гурт. Гурт досліджував західноафриканську поліритмію, переплітаючи її з арабською музикою Північної Африки, диско-фанком та «знайденими» голосами. Ці поєднання передвіщали пізніший інтерес Бірна до етнічної музики. Щоб виконати ці складніші аранжування, гурт гастролював у розширеному складі, включаючи Адріана Белью та Берні Воррела, спочатку на фестивалі Heatwave у серпні, а згодом — у концертному фільмі Stop Making Sense.
У цей період Веймут і Франц створили комерційно успішну групу Tom Tom Club під впливом основних елементів хіп-хопу, а Гаррісон випустив свій перший сольний альбом The Red and the Black. Бірн і Іно випустили альбом My Life in the Bush of Ghosts, який об'єднав світову музику, знайдені звуки і ряд інших видатних міжнародних і постпанк музикантів.
Перший сингл з Remain in Light, «Once in a Lifetime», попрапив у топ-20 хітів у Великій Британії, але спочатку не справив враження у США. Протягом наступних кількох років він став популярним стандартом завдяки відеокліпу, який журнал Time назвав одним з найкращих відеокліпів усіх часів.

### 1981—1991: Комерційний пік і розпад
Випустивши чотири альбоми всього за чотири роки, гурт взяв паузу у творчості, і до наступного релізу минуло майже три роки, хоча Франц і Веймут продовжували записуватись з Tom Tom Club. Тим часом Talking Heads випустили концертний альбом The Name of This Band Is Talking Heads, гастролювали Сполученими Штатами та Європою у складі восьми учасників і розійшлися з Іно, який продовжив продюсувати альбоми U2.
1983 рік ознаменувався виходом альбому Speaking in Tongues, комерційним проривом, що призвів до єдиного американського топ-10 хіта гурту «Burning Down the House». І знову вражаюче відео було неможливо уникнути через його активну ротацію на MTV. Наступний тур був задокументований у фільмі Джонатана Деммі Stop Making Sense, який породив ще один однойменний концертний альбом. Тур на підтримку Speaking in Tongues став їхнім останнім.
—Девід Бірн, інтерв'ю з самим собою у Stop Making Sense
За ним послідували ще три альбоми: 1985 року Little Creatures (до якого увійшли хітові сингли «And She Was» та «Road to Nowhere»), 1986 року True Stories (Talking Heads включили всі пісні саундтреку до музичної комедії Бірна, в якій також знявся гурт), та 1988 року Naked. Little Creatures представив набагато більш американське попрок звучання на відміну від попередніх робіт. Схожий за жанром, True Stories породив один з найуспішніших хітів гурту, «Wild Wild Life», та акордеонний трек «Radio Head». Naked досліджував політику, секс і смерть, а також демонстрував сильний африканський вплив з поліритмічним стилем, подібним до Remain in Light. У цей час група все більше потрапляла під контроль Девіда Бірна і після Naked пішла на «перерву». У 1987 році Talking Heads випустили книгу Девіда Бірна під назвою What the Songs Look Like: Contemporary Artists Interpret Talking Heads Songs у видавництві HarperCollins, яка містила ілюстрації найкращих нью-йоркських художників десятиліття.

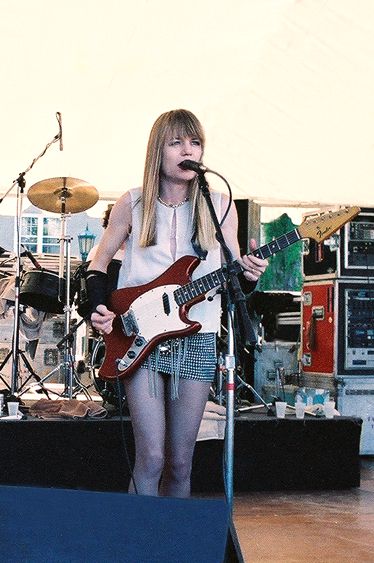
Тіна Веймут (на фото — під час виступу у 1986 році) та її чоловік Кріс Франц заснували сайд-проєкт Tom Tom Club.

У грудні 1991 року Talking Heads оголосили про свій розпад. Франц сказав, що дізнався про відхід Бірна зі статті в Los Angeles Times, і сказав «Наскільки нам відомо, гурт насправді ніколи не розпадався. Девід просто вирішив піти.» Їхнім останнім релізом став «Sax and Violins», оригінальна пісня, яка з'явилася раніше того ж року на саундтреку до фільму Віма Вендерса Коли настане кінець світу. Бірн продовжив свою сольну кар'єру, випустивши Rei Momo у 1989 році і The Forest у 1991. У цей період також відродився розквіт Tom Tom Club (вийшли альбоми Boom Boom Chi Boom Boom і Dark Sneak Love Action) і Гаррісона (Casual Gods і Walk on Water), які разом гастролювали у 1990 році.

### 1992-дотепер: Після розпаду та возз'єднання
Веймут, Франц і Гаррісон гастролювали без Бірна як Shrunken Heads на початку 1990-х. У 1996 році вони випустили альбом No Talking, Just Head під ім'ям the Heads. В альбомі брали участь кілька вокалістів, зокрема Гевін Фрайдей з Virgin Prunes, Деббі Гаррі з Blondie, Джонетт Наполітано з Concrete Blonde, Енді Партрідж з XTC, Ґордон Гано з Violent Femmes, Майкл Гатченс з INXS, Ед Ковальчик з Live, Шон Райдер з Happy Mondays, Річард Гелл і Марія Маккі. Альбом супроводжувався туром з Наполітано вокалісткою. Бірн подав позов до суду, щоб запобігти використанню гуртом назви The Heads, яку він вважав «досить очевидною спробою заробити на імені Talking Heads». 1999 року гурт ненадовго возз'єднався для просування 15-го ювілейного перевидання альбому Stop Making Sense, але разом не виступав.
Гаррісон продюсував такі записи, як The Blind Leading the Naked гурту Violent Femmes, The Raw and the Cooked гурту Fine Young Cannibals, Rub It Better гурту General Public, God Shuffled His Feet гурту Crash Test Dummies, Mental Jewelry, Throwing Copper та The Distance to Here гурту Live, а також пісню «New» гурту No Doubt з альбому Return of Saturn. Франц і Веймут продюсували кількох виконавців, серед яких Happy Mondays і Зіггі Марлі. The Tom Tom Club продовжують записуватись і гастролювати з перервами.

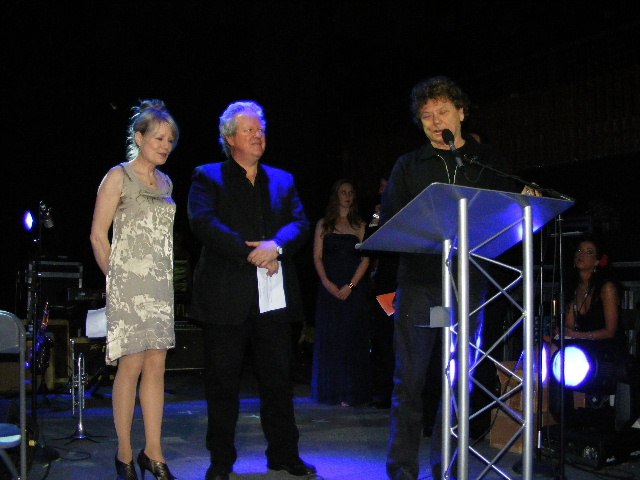
Веймут, Франц і Гаррісон на SXSW у 2010 році.

Talking Heads возз'єдналися, щоб зіграти «Life During Wartime», «Psycho Killer» і «Burning Down the House» 18 березня 2002 року на церемонії введення до Зали слави рок-н-ролу, до них на сцені приєдналися колишні сесійні музиканти Берні Воррелл і Стів Скейлз. Бірн сказав, що подальша спільна робота малоймовірна через «погану кров» і те, що в музичному плані вони були «на відстані миль один від одного». Веймут критично ставилася до Бірна, описуючи його як «людину, нездатну повернути дружбу» і кажучи, що він не «любив» її, Франца і Гаррісона. У 2020 році Франц опублікував мемуари про свої стосунки з Веймут Remain in Love, в яких висвітлив конфлікти в гурті.
У вересні 2023 року Stop Making Sense було перевидано в IMAX з відреставрованим звуком і зображенням до 40-річчя фільму. Того ж місяця учасники гурту возз'єдналися для відповідей на запитання на Міжнародному кінофестивалі у Торонто, після обмеженого показу фільму в кінотеатрах, а також дали кілька спільних інтерв'ю, щоб прорекламувати перевидання. Щодо можливості туру-возз'єднання, Гаррісон сказав в інтерв'ю виданню Los Angeles Times: «Зараз ми зосереджені на Stop Making Sense і на тому, як весело нам переглядати фільм. Ми живемо сьогоднішнім днем, тому це все, про що ми думаємо». У січні 2024 року Billboard повідомив, що Talking Heads відхилили пропозицію про возз'єднання у розмірі 80 мільйонів доларів за турне, яке включало б виступ на фестивалі Coachella.

## Вплив
AllMusic заявили, що Talking Heads, один з найвідоміших гуртів 1970-х і 1980-х років, до моменту свого розпаду «записав все, від арт-фанку до поліритмічних ворлдбітових пошуків і простої, мелодійної гітарної попмузики». Інновації Talking Heads в артпопі мали довготривалий вплив. Разом з іншими гуртами, такими як Devo, Ramones і Blondie, вони допомогли визначити жанр нової хвилі в США. Тим часом їхні більш космополітичні роботи, такі як Remain in Light 1980-х років, допомогли принести африканський рок у західний світ.
На Talking Heads як на гурт, що вплинув на багатьох виконавців, зокрема Едді Веддера, LCD Soundsystem, Foals, the Weeknd, Vampire Weekend, Primus, Bell X1, the 1975, the Ting Tings, Неллі Фуртаду, Kesha, St. Vincent, Денні Браун, Трент Резнор та Franz Ferdinand, посилалися на їхній вплив. Гурт Radiohead взяв свою назву від пісні Talking Heads 1986 року «Radio Head», і назвав Remain in Light критичним впливом на свій альбом Kid A 2000 року. Італійський кінорежисер Паоло Соррентіно, який отримав Оскар за фільм Велика краса у 2014 році, подякував Talking Heads, серед інших, як джерелу свого натхнення.

## Учасники
- Девід Бірн — вокал, гітара (1975—1991, 2002)
- Кріс Франц — барабани, перкусія, бек-вокал (1975—1991, 2002)
- Тіна Веймут — бас, бек-вокал (1975—1991, 2002)
- Джеррі Гаррісон — клавішні, гітара, бек-вокал (1977—1991, 2002)

### Додаткові музиканти
- Адріан Белью — соло-гітара, вокал (1980—1981)
- Алекс Вейр — гітара, вокал (1982—1984)
- Берні Воррелл — клавішні, бек-вокал (1980—1984, 2002; помер у 2016)
- Реймонд Джонс — клавішні (1982)
- Баста Джонс — бас (1980—1981; помер у 1995)
- Стів Скейлз — перкусія, бек-вокал (1980—1984, 2002)
- Долетт Макдональд — вокал, ковбел (1980—1982)
- Нона Гендрикс — вокал (1980, 1982)
- Една Голт — вокал (1983)
- Лінн Мабрі — вокал (1983—1984)
- Стефані Спруїлл — вокал (1984)

## Дискографія
- Talking Heads: 77, 1977
- More Songs About Buildings and Food, 1978
- Fear of Music, 1979
- Remain in Light, 1980
- Speaking in Tongues, 1983
- Little Creatures, 1985
- True Stories, 1986
- Naked, 1988